# Mortonagrion selenion
Mortonagrion selenion là một loài chuồn chuồn kim trong họ Coenagrionidae.
Mortonagrion selenion được Ris miêu tả khoa học năm 1916.

## Hình ảnh

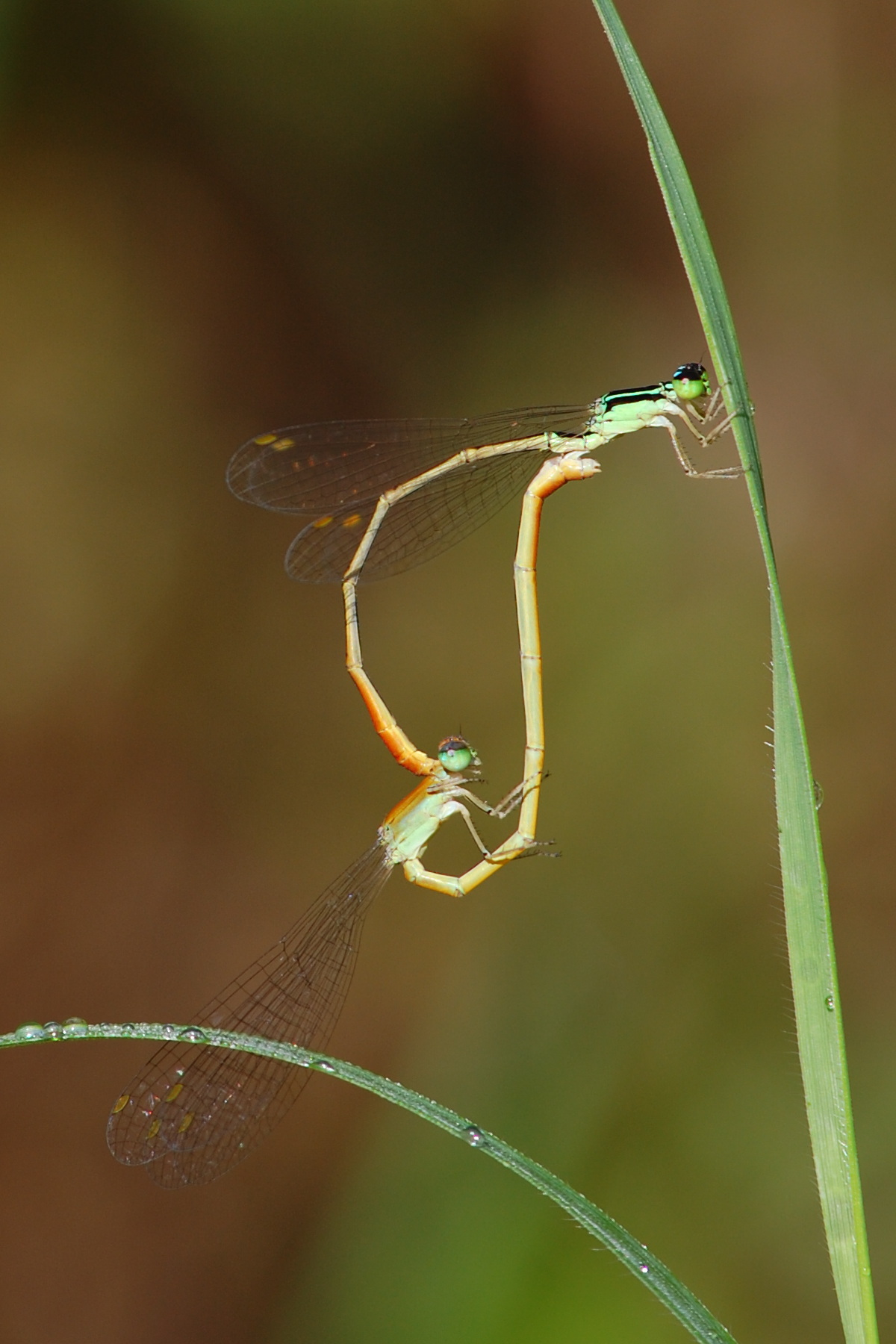
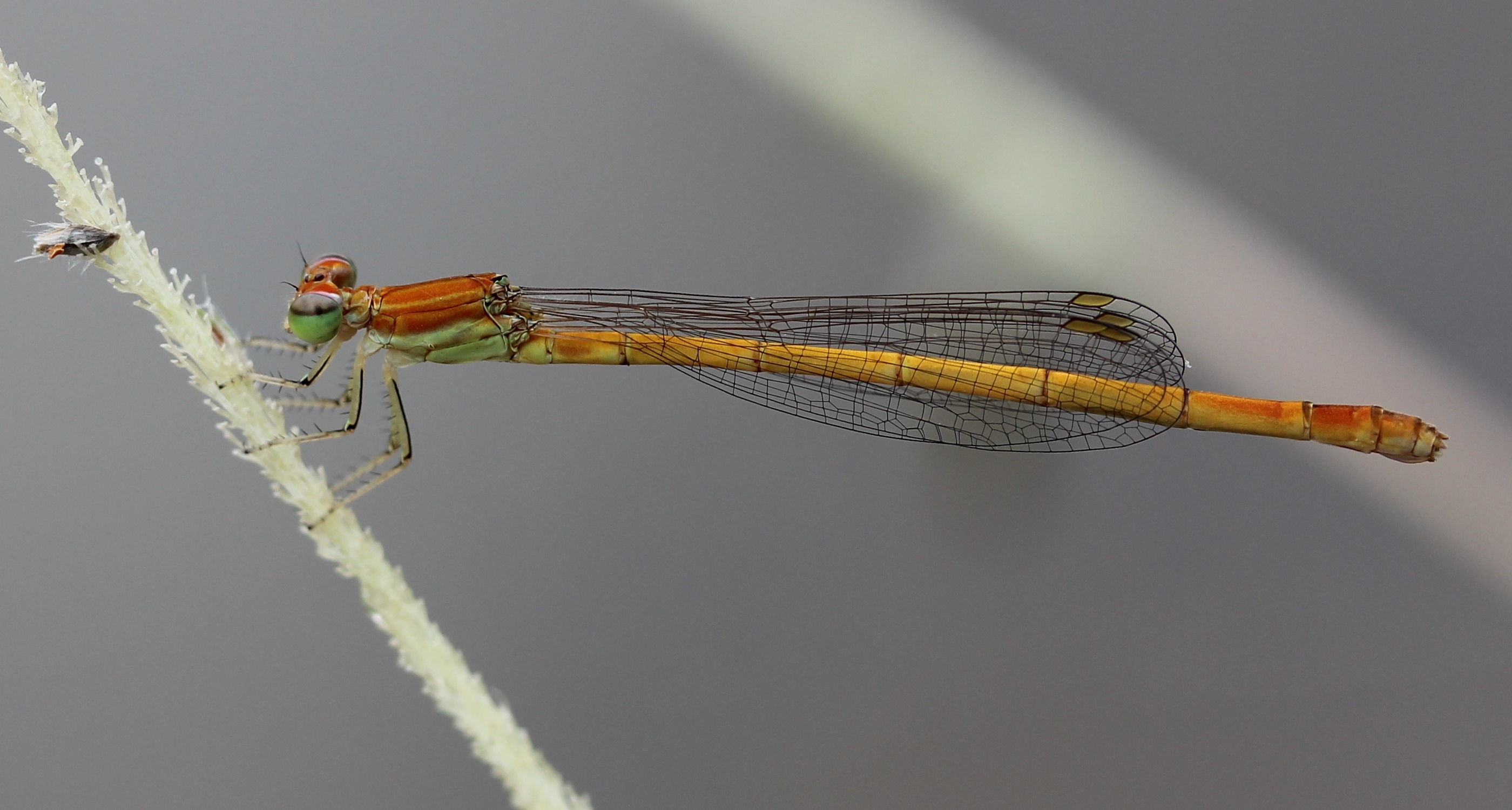
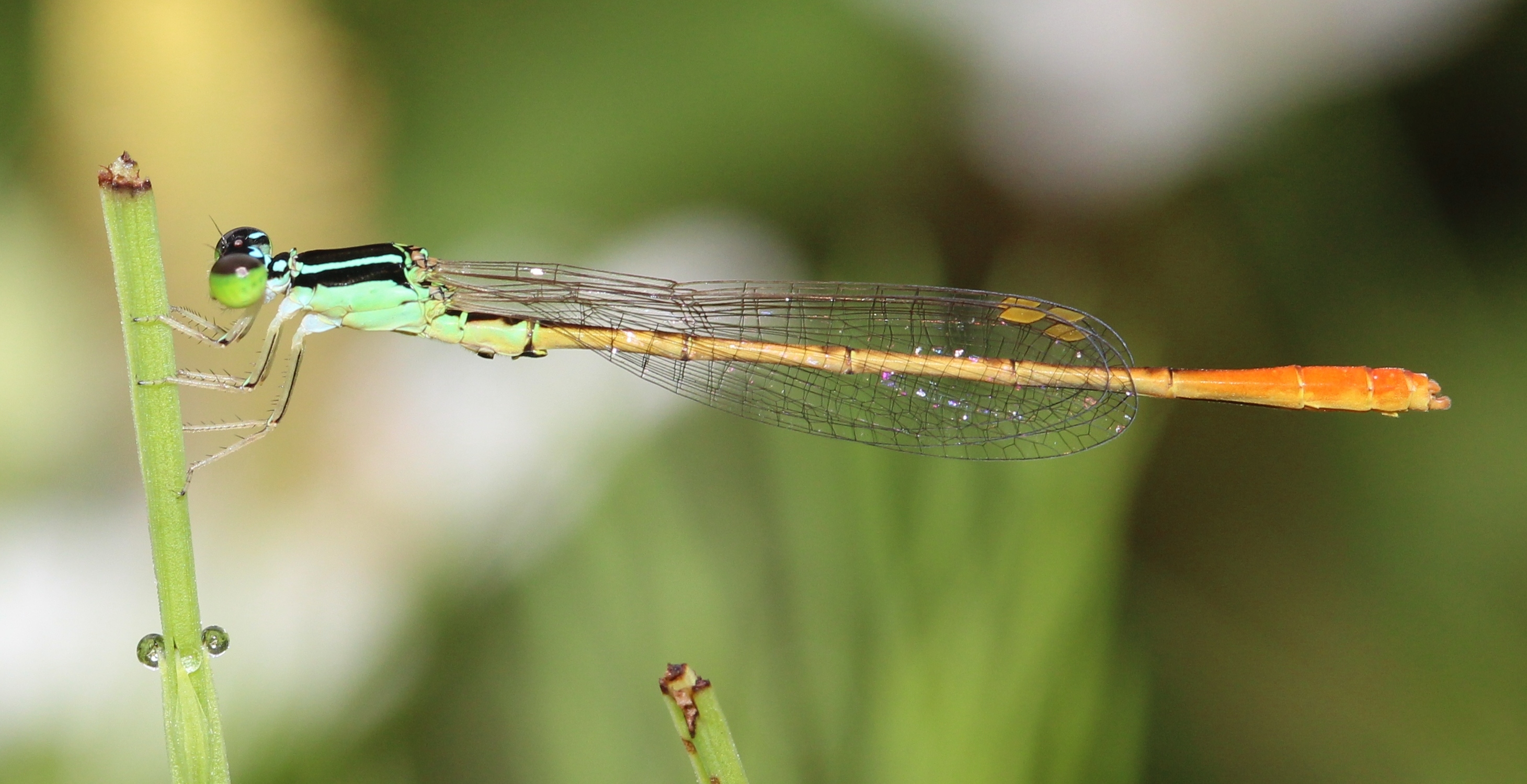
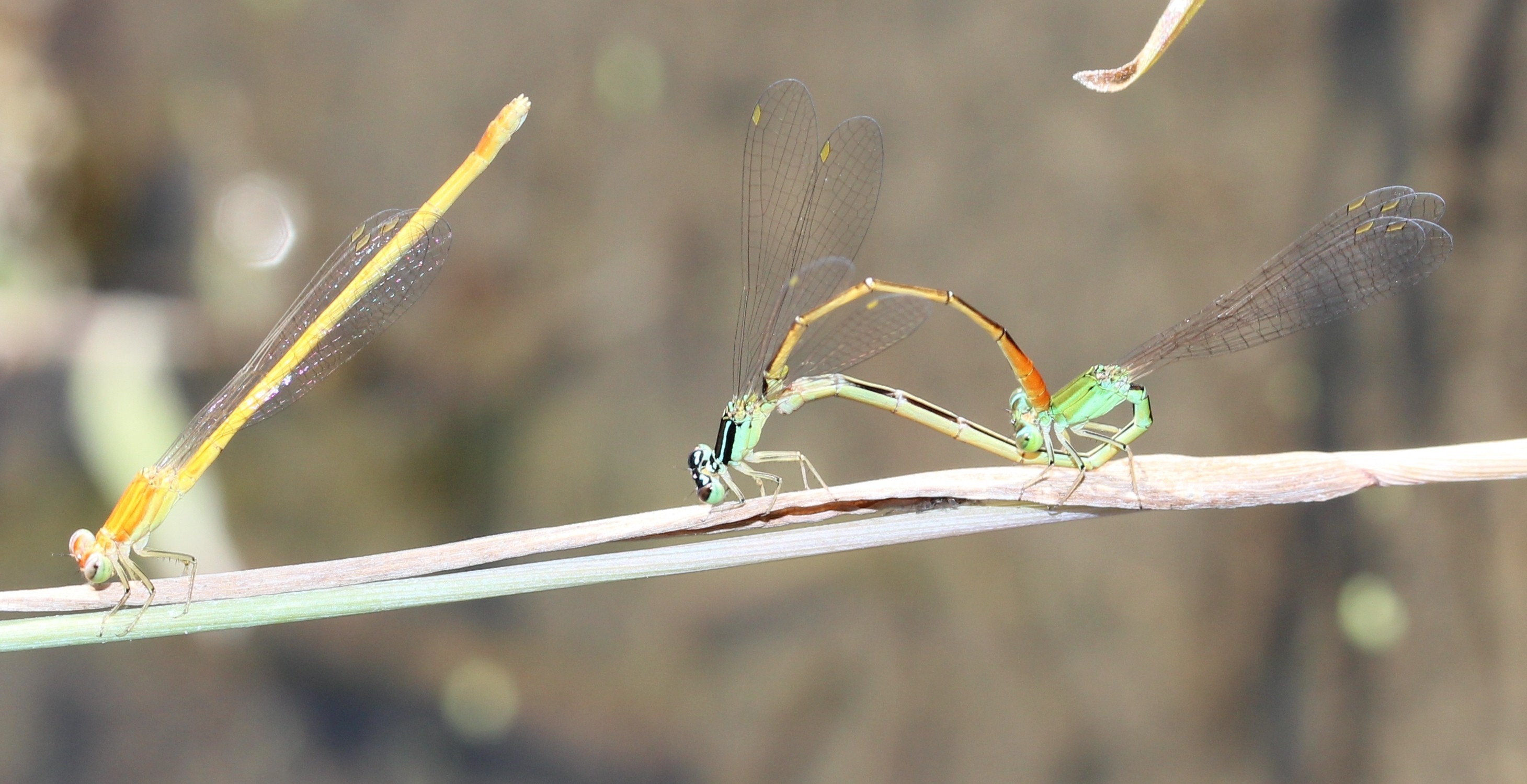